# Ski Dubai

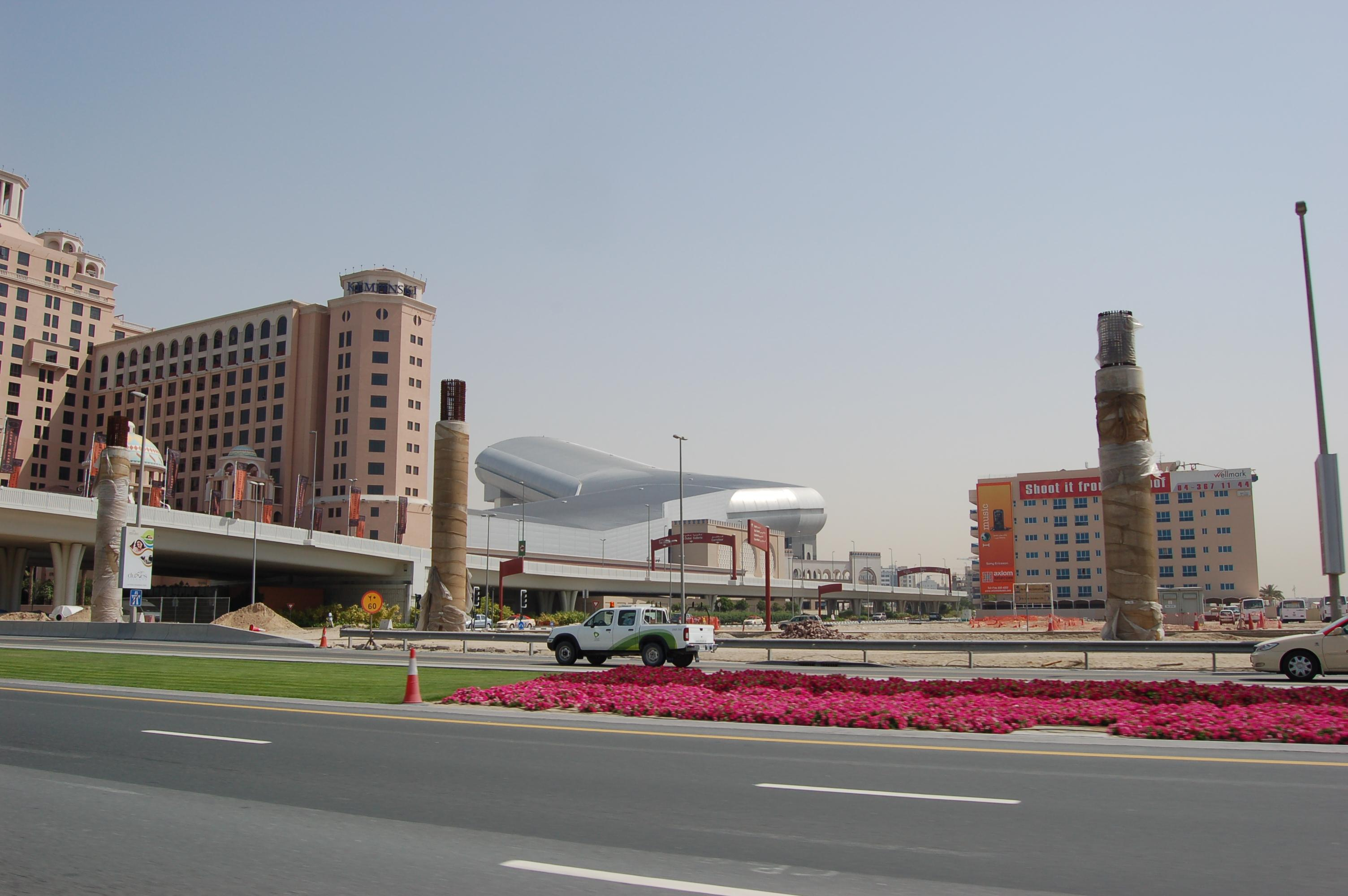
Ski Dubai visto desde el Sheikh Zayed Road.

Ski Dubai es una de las estaciones de esquí interiores más grandes del mundo, con 22.500 metros cuadrados de área esquiable. Forma parte del Mall of the Emirates, que es el segundo centro comercial más grande del mundo.
Un sistema extremadamente eficiente de aislamiento es la clave para mantener la temperatura de -1 grados Celsius durante el día y -6 durante la noche, momento en que se forma nueva nieve.
Ski Dubai es propiedad de la compañía de grupos Majid Al Futtaim, líder regional en cuanto a centros comerciales. Ski Dubai tiene 5 recorridos de diferente dificultad, siendo la más larga de 400 metros.

## Hechos
Algunas de las cifras clave, según la página web de Ski Dubai:
- 22,500m² cubiertos con nieve real todo el año (el equivalente a 3 campos de fútbol).

- 85 metros de altura, es decir, aproximadamente 25 pisos, y 80 metros de anchura.

- Una capacidad total para 1500 personas.

- 5 recorridos.

- La estación de esquí está abierta todos los días de 10:00 a 00:00 excepto los sábados y domingos de 9:00 a 00:00.[1]

## Críticas
Ski Dubai ha sido criticado debido a la gran cantidad de energía que emplea para mantener la nieve congelada, y el efecto negativo que tiene esto en el medio ambiente.

## Imágenes

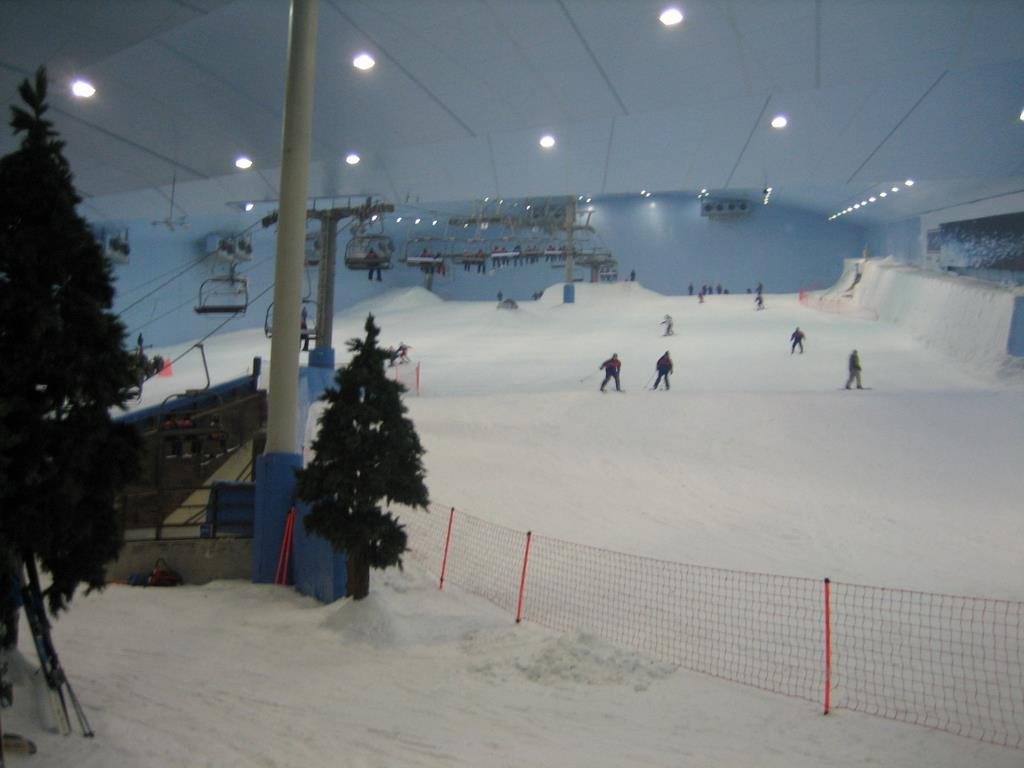
Vista desde la pista